# 程代展
程代展（1946年3月—），男，福建福州人，中国控制论专家。主要从事非线性系统、哈密顿系统研究。

## 生平
高中时期在福建省福州一中度过。1964年入学清华大学冶金系焊接专业，后赶上文化大革命。1970年毕业后曾在清华大学数学教研组工作，后经清华大学的孙念增教授推荐，进入中国科学院研究生院，师从关肇直。1985年毕业于美国圣路易斯华盛顿大学，获博士学位。回国后在中国科学院数学与系统科学研究院担任研究员。2006年当选IEEE Fellow，2008年当选IFAC Fellow。2013年受聘为山东大学特聘教授。2014年，程代展凭借矩阵半张量积，提出了逻辑动态系统的状态空间方法，初步建立了逻辑动态系统的动力学和相应的控制理论。获2015年度中国科学院杰出科技成就奖。

## 出版物
- 程代展; 齐洪胜. . 北京: 科学出版社. 2007. ISBN 9787030188335.
- 程代展. . 新加坡: 世界科学出版社. 2019. ISBN 9789811211591.